# Amesa Espenta
Amesa Espenta (em avéstico: Aməša Spenta; lit. "Imortal Sagrado"), no zoroastrismo, é cada uma das seis ou sete emanações de Aúra-Masda ("Senhor da Sabedoria", Deus).
No pensamento religioso de Zaratustra, os Amesa Espentas surgem de uma forma abstracta. Os Gatas, hinos religiosos compostos por Zaratustra, escritos numa linguagem poética que dá lugar a variadas interpretações, parecem sugerir que Aúra-Masda é o pai de Espenta Mainiu ("Espírito Santo"), Axa Vaista ("Retidão Suprema", "Ordem"), Vohu Mana ("Bom Pensamento") e de Espenta Armaiti ("Piedade Sagrada"), quatro dos Amesa Espentas. Em relação aos outros três, Quexatra Vairia ("Governo Ideal"), Haurvatate ("Perfeição") e Ameretate ("Imortalidade"), eles aparecem como qualidades de Aúra-Masda.
No decurso da história do zoroastrismo, os Amesa Espentas foram personificados, sendo cada um associado a um aspecto da criação divina. Alguns investigadores ocidentais compararam-nos aos anjos, mas esta visão não é completamente correcta, uma vez que os Amesa Espentas não são portadores de mensagens divinas. Alguns investigadores defendem que a angelologia do judaísmo desenvolveu-se com maior profundidade devido aos contactos com o zoroastrismo no contexto do cativeiro na Babilónia (séculos VI e V a.C.).
Entre os Amesa Espentas, três são vistos como masculinos e três como femininos. Particularmente importantes são Axa Vaista e Vohu Mana. Axa Vaista está associado ao fogo, o mais importante símbolo sagrado da religião zoroastriana, bem como à justiça e à verdade. Vohu Mana encontra-se ligado à sabedoria e ao amor. Segundo o zoroastrismo, Vohu Mana apareceu a Zoroastro enquanto este participava num ritual pagão num rio e levou-o até à presença de Deus e dos outros Amesa Espentas, ocasião na qual lhe foi revelada a nova mensagem religiosa.